# Casa dei Cinque Scheletri

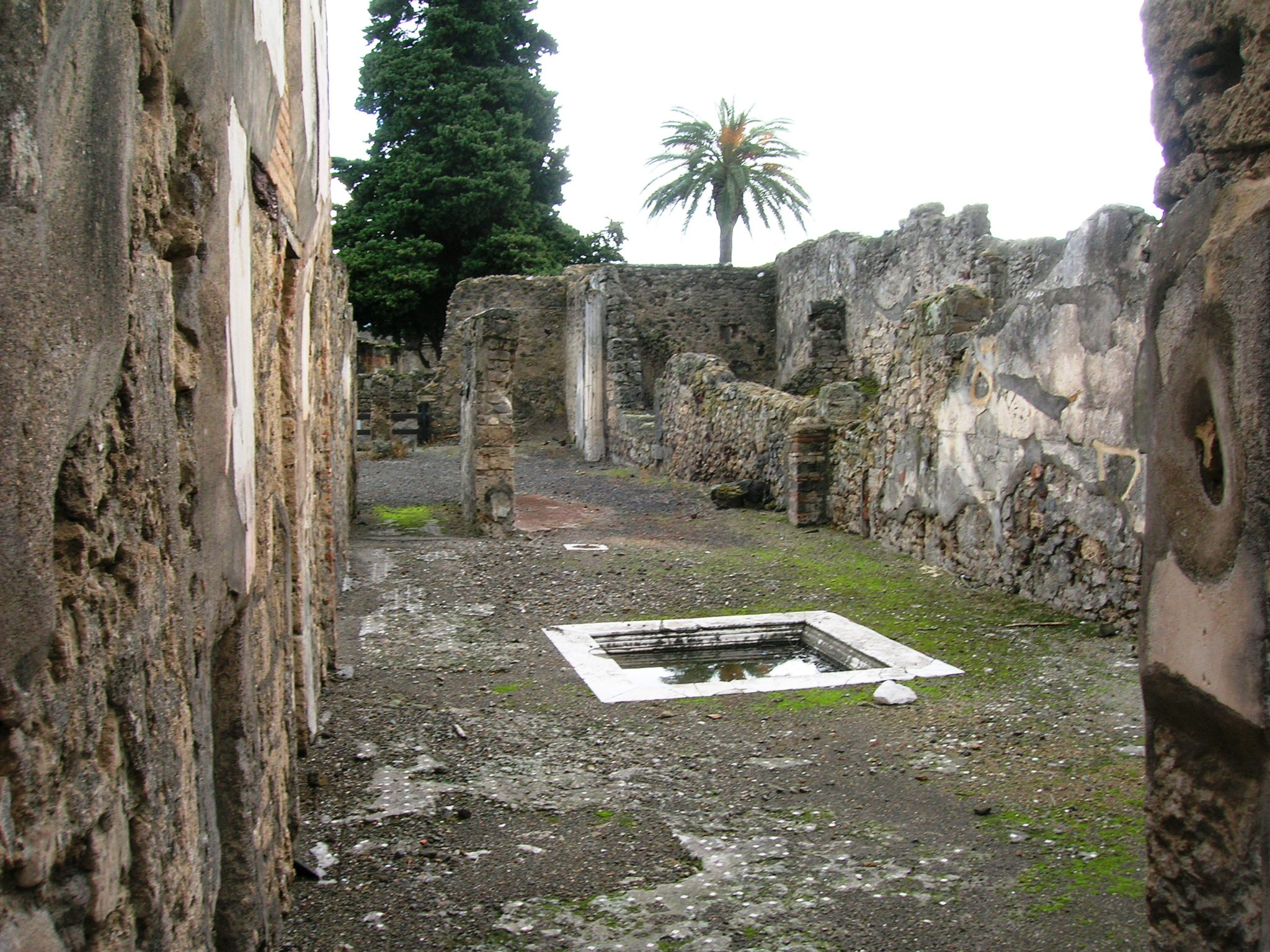
Atrium

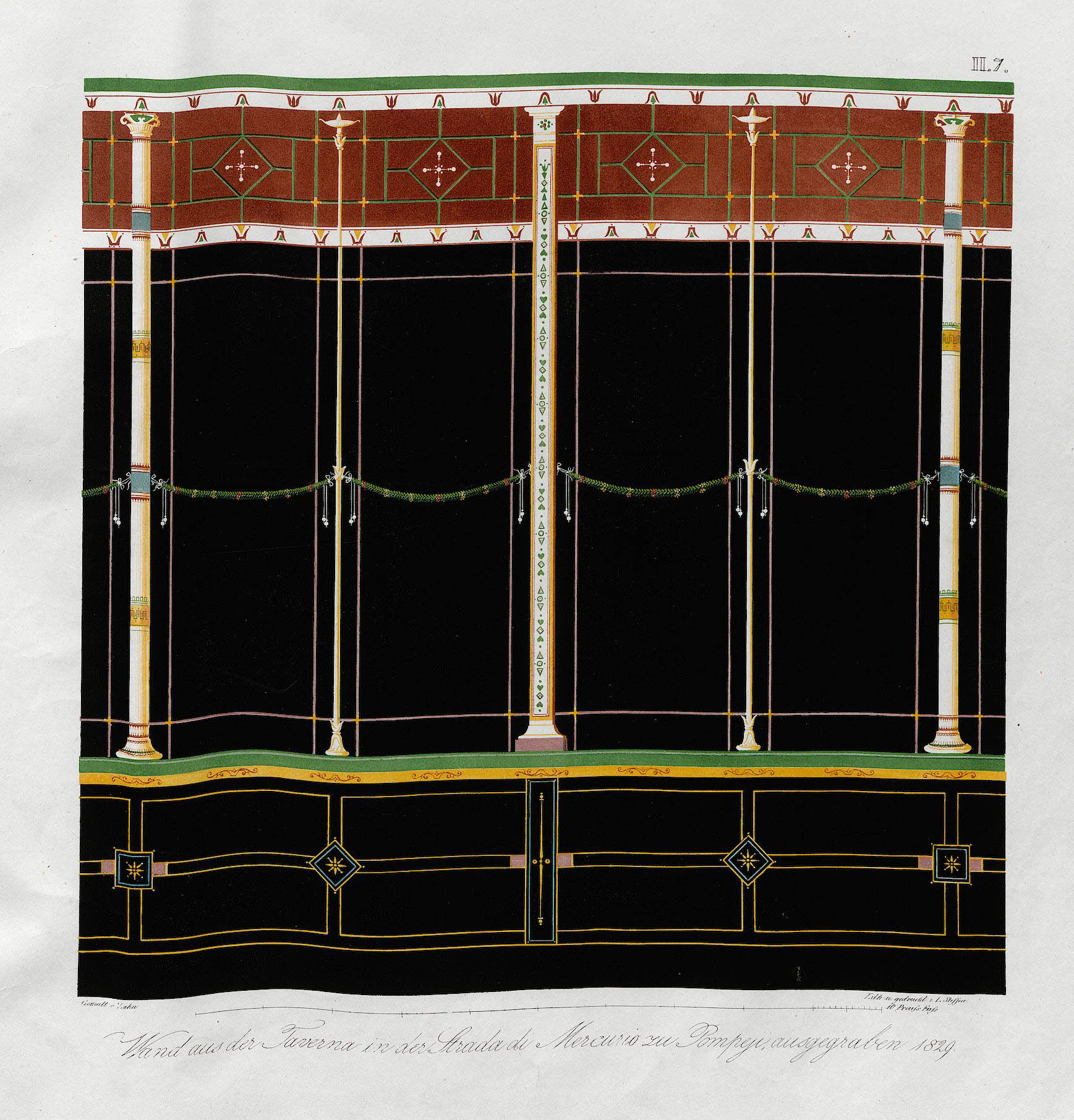
Malerei im 3. Stil im Oecus

Bei der Casa dei Cinque Scheletri (Haus der fünf Skelette) handelt sich um ein Wohnhaus in Pompeji (VI.10.2), das 1827 ausgegraben und bei Bombenangriffen im Zweiten Weltkrieg beschädigt wurde. Aus dem Haus stammen einige Wandbilder, die sich heute im Archäologischen Nationalmuseum Neapel befinden.

## Beschreibung

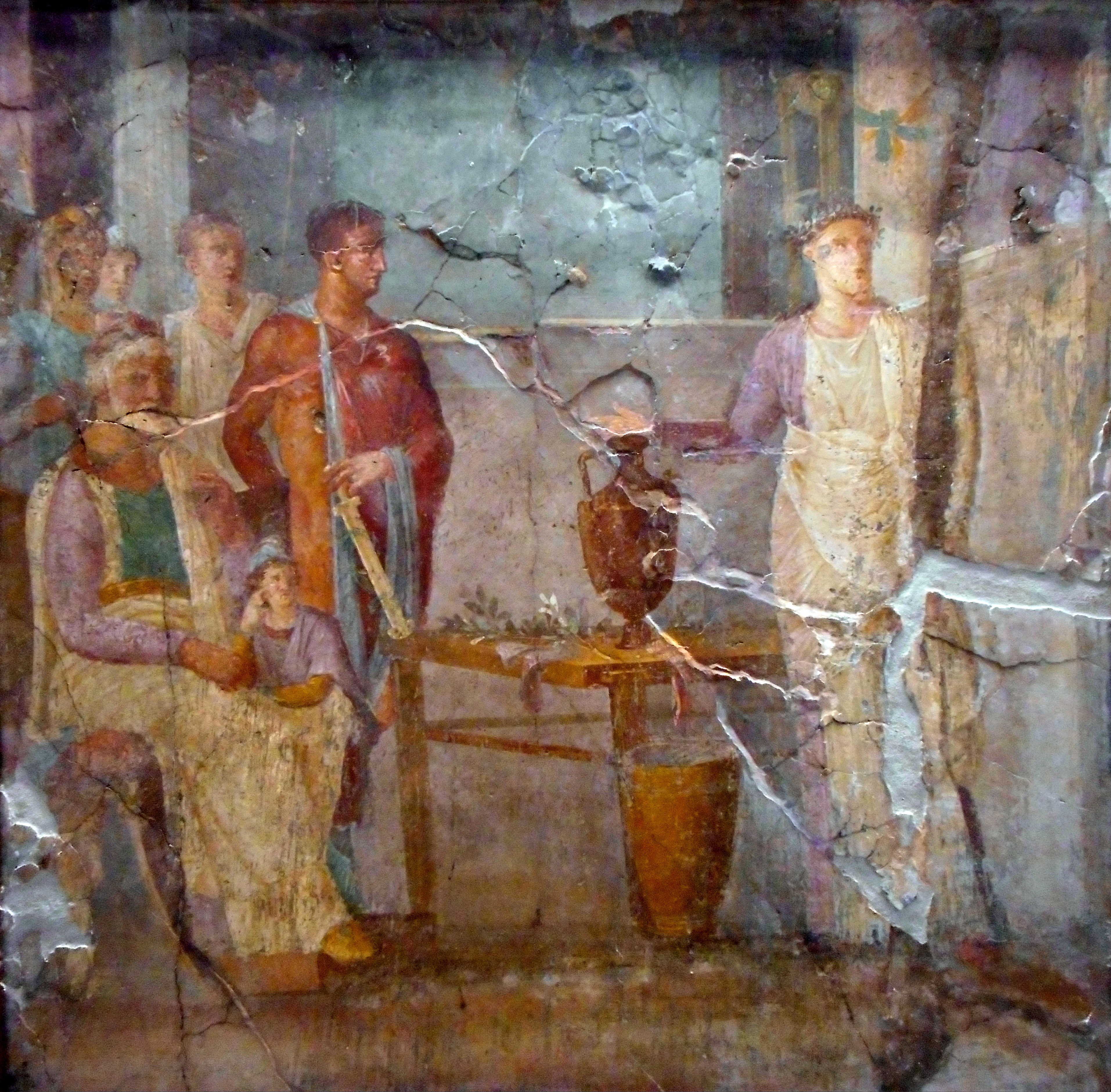
Wandgemälde, Archäologisches Nationalmuseum Neapel, Inv. Nr. 8999.

Das vergleichsweise bescheidene Haus hat eine Fassade, die im 4. Stil bemalt ist. Es finden sich hier abwechselnd breite und schmale rote Felder. In den schmalen Feldern befinden sich gemalte pflanzliche Ranken. Die Malereien sind heute stark verblasst und von alten Fotos besser bekannt. Von den Fauces gelangt man in das Atrium mit einem marmornen Impluvium. Links davon befindet sich der Oecus, der einst Malereien im 3. Stil auf schwarzem Hintergrund zeigte. Hinter dem Atrium folgen das Tablinum und wiederum dahinter ein Peristyl mit diversen kleinen Räumen auf der linken Seite. Das Tablinum war mit einer reichen Architektur ausgemalt, wie sie eher selten für den 3. Stil ist. Aus dem Haus stammen diverse Wandgemälde, die Lawrence Richardson Jr. dem Cinque-Scheletri-Maler zuschreibt, dem er nur mäßiges Talent attestiert. Künstler erhalten in der Forschung einen Notnamen, um ihr Werk unter einem Namen zusammenfassen zu können. Die Malereien in diesem Haus sind dabei namensgebend für diesen Maler.